# Élections législatives de 1876 en Loir-et-Cher
Les élections législatives de 1876 ont eu lieu les 20 février et 5 mars 1876.

## Résultats à l'échelle du département
| Partis         | Partis                            | Premier tour | Premier tour | Deuxième tour | Deuxième tour | Sièges |
| Partis         | Partis                            | Voix         | %            | Voix          | %             | Sièges |
| -------------- | --------------------------------- | ------------ | ------------ | ------------- | ------------- | ------ |
|                | Gauche républicaine, Républicains | 24 993       | 40,55        | 5 672         | 51,78         | 3      |
|                | Union républicaine                | 9 990        | 16,21        |               |               | 1      |
|                | Centre droit, Constitutionnels    | 16 133       | 26,18        | 5 283         | 48,22         | 0      |
|                | Légitimistes                      | 10 516       | 17,06        |               |               | 0      |
|                |                                   |              |              |               |               |        |
| Inscrits       | Inscrits                          | 75 116       | 100,00       | 14 463        | 100,00        | 4      |
| Votants        | Votants                           |              |              | 11 024        | 76,22         |        |
| Abstentions    | Abstentions                       |              |              | 3 439         | 23,78         |        |
| Blancs et nuls | Blancs et nuls                    |              |              | 69            | 0,48          |        |
| Exprimés       | Exprimés                          | 61 632       |              | 10 955        | 75,75         |        |

## Résultats par arrondissement

### Arrondissement de Blois

#### 1recirconscription
| Candidats      | Candidats                   | Étiquette           | Premier tour | Premier tour |
| Candidats      | Candidats                   | Étiquette           | Voix         | %            |
| -------------- | --------------------------- | ------------------- | ------------ | ------------ |
|                | Jean-François-Charles Dufay | Gauche républicaine | 10 478       | 57,40        |
|                | Salvat-Péan                 | Centre droit        | 7 776        | 42,60        |
|                |                             |                     |              |              |
| Inscrits       | Inscrits                    | Inscrits            | 22 004       | 100,00       |
| Votants        | Votants                     | Votants             | 18 361       | 83,44        |
| Abstention     | Abstention                  | Abstention          | 3 643        | 16,56        |
| Blancs et nuls | Blancs et nuls              | Blancs et nuls      | 107          | 0,49         |
| Exprimés       | Exprimés                    | Exprimés            | 18 254       | 82,96        |

#### 2ecirconscription
| Candidats      | Candidats             | Étiquette           | Premier tour | Premier tour |
| Candidats      | Candidats             | Étiquette           | Voix         | %            |
| -------------- | --------------------- | ------------------- | ------------ | ------------ |
|                | Pierre Tassin         | Gauche républicaine | 9 907        | 66,82        |
|                | Henri Léopold de Sers | Monarchiste modéré  | 4 919        | 33,18        |
|                |                       |                     |              |              |
| Inscrits       | Inscrits              | Inscrits            | 17 646       | 100,00       |
| Votants        | Votants               | Votants             | 14 941       | 84,67        |
| Abstention     | Abstention            | Abstention          | 2 705        | 15,33        |
| Blancs et nuls | Blancs et nuls        | Blancs et nuls      | 115          | 0,65         |
| Exprimés       | Exprimés              | Exprimés            | 14 826       | 84,02        |

### Arrondissement de Romorantin
| Candidats      | Candidats                | Étiquette           | Premier tour | Premier tour | Deuxième tour | Deuxième tour |
| Candidats      | Candidats                | Étiquette           | Voix         | %            | Voix          | %             |
| -------------- | ------------------------ | ------------------- | ------------ | ------------ | ------------- | ------------- |
|                | Pierre Eugène Lesguillon | Gauche républicaine | 4 608        | 40,12        | 5 672         | 51,78         |
|                | D'Orléans                | Légitimiste         | 3 439        | 29,94        |               |               |
|                | Alexandre Martinet       | Constitutionnel     | 3 438        | 29,93        | 5 283         | 48,22         |
|                |                          |                     |              |              |               |               |
| Inscrits       | Inscrits                 | Inscrits            | 14 463       | 100,00       | 14 463        | 100,00        |
| Votants        | Votants                  | Votants             |              |              | 11 024        | 76,22         |
| Abstention     | Abstention               | Abstention          |              |              | 3 439         | 23,78         |
| Blancs et nuls | Blancs et nuls           | Blancs et nuls      |              |              | 69            | 0,48          |
| Exprimés       | Exprimés                 | Exprimés            | 11 485       | 79,41        | 10 955        | 75,75         |

### Arrondissement de Vendôme
| Candidats      | Candidats          | Étiquette          | Premier tour | Premier tour |
| Candidats      | Candidats          | Étiquette          | Voix         | %            |
| -------------- | ------------------ | ------------------ | ------------ | ------------ |
|                | Édouard de Sonnier | Union républicaine | 9 990        | 58,53        |
|                | Juvinal Desaignes  | Constitutionnel    | 7 077        | 41,47        |
|                |                    |                    |              |              |
| Inscrits       | Inscrits           | Inscrits           | 21 003       | 100,00       |
| Votants        | Votants            | Votants            | 17 172       | 81,76        |
| Abstention     | Abstention         | Abstention         | 3 831        | 18,24        |
| Blancs et nuls | Blancs et nuls     | Blancs et nuls     | 105          | 0,50         |
| Exprimés       | Exprimés           | Exprimés           | 17 067       | 81,26        |